# Беркович, Мики
Моше́ Михаэ́ль (Мики) Бе́ркович (ивр. משה מיכאל (מיקי) ברקוביץ‎; род. 17 февраля 1954) — израильский профессиональный баскетболист и предприниматель. Один из лучших бомбардиров в истории израильской баскетбольной лиги, чемпион Азиатских игр 1974 года, серебряный призёр и самый ценный игрок чемпионата Европы по баскетболу 1979 года. Двукратный обладатель Кубка европейских чемпионов и 17-кратный чемпион Израиля в составе клуба «Маккаби» (Тель-Авив). Лауреат Премии Израиля (2024). Имя Мики Берковича включено в список 50 человек, внёсших наибольший вклад в развитие Евролиги, в список Зала славы ФИБА и в список 200 величайших израильтян (по версии портала Ynet). 

## Игровая карьера
Мики Беркович — воспитанник спортивной школы тель-авивского «Маккаби». С 11 лет он выступал за юношеские составы этого клуба, а в 17 лет, в 1971 году, начал выступления и в команде мастеров. На следующий год Мики стал лучшим бомбардиром юношеского (до 18 лет) чемпионата Европы в Задаре; с его помощью израильская команда закончила этот турнир на четвёртом месте.
В 1974 году Беркович выиграл уже со взрослой сборной Израиля баскетбольный турнир Азиатских игр. На следующий год Мики отправился в США, где начал учёбу в университете Невады. Выступая за команду университета в сезоне 1975/76 годов, он провёл в студенческом чемпионате Северной Америки 11 матчей, набирая в среднем по 2,5 очка за игру. По окончании этого сезона Беркович получил предложения от двух клубов НБА, но «Маккаби» отказался расторгнуть с ним контракт, и Мики вернулся в Тель-Авив.
В сезоне 1976/77 годов Беркович с «Маккаби» впервые в израильской истории стал обладателем Кубка европейских чемпионов, победив в полуфинальном матче ЦСКА, а в финале итальянский «Мобилджирджи». В финальном матче Мики набрал 17 очков — второй показатель в команде после Джима Ботрайта. На следующий год игроки «Маккаби» вписали свои имена в историю европейского баскетбола, став первыми в Европе, кому удалось обыграть команду НБА — причём победа была одержана над прошлогодними чемпионами НБА «Вашингтон Буллетс». Беркович, которого югославский спортивный журналист Владимир Станкович называет знатоком американского баскетбола, набрал в этой игре 26 очков. В 1979 году на чемпионате Европе 1979 года Мики набирал в среднем за игру 23,6 очка (в том числе по 33 против команд Франции и Испании и 31 против итальянцев) и стал лучшим бомбардиром турнира. Его последнее попадание в полуфинальном матче со сборной Югославии в первый и последний раз в истории израильского баскетбола вывело сборную Израиля в финал, где она проиграла советской команде.

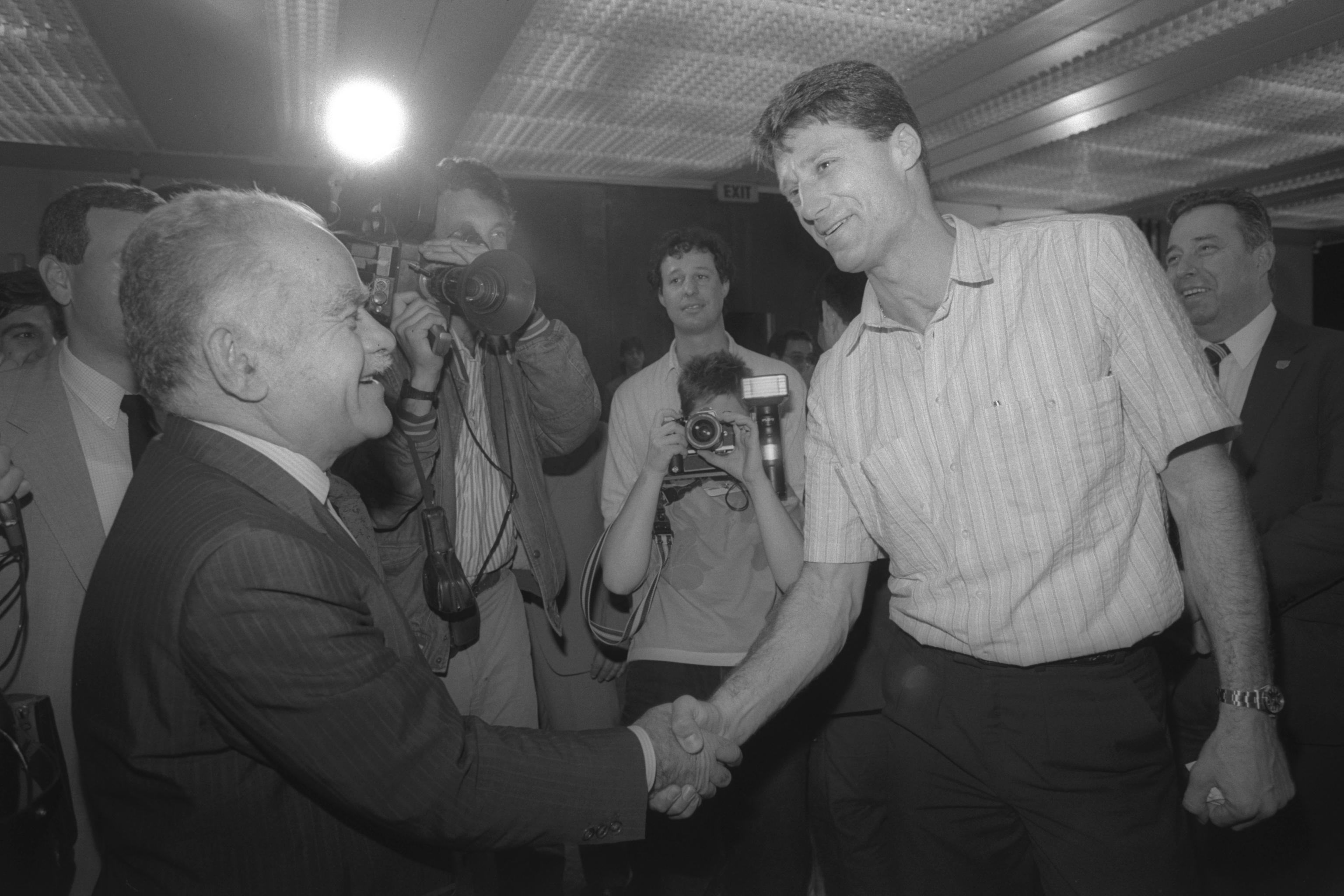
Мики Беркович с премьер-министром Израиля Ицхаком Шамиром, 1987 год

В сезоне 1980/81 годов Беркович с «Маккаби» вторично выиграл Кубок европейских чемпионов, набрав последние пять очков для своей команды в финальной игре с болонским «Виртусом» и окончив игру лучшим в «Маккаби» с двадцатью очками. В 1984 году Беркович и «Маккаби» повторили своё достижение шестилетней давности, победив в Тель-Авиве сразу две команды НБА — «Нью-Джерси Нетс» (26 очков у Берковича, лучший результат в команде) и «Финикс Санз» (20 очков). В 1986 году победный бросок Берковича в матче отборочного турнира чемпионата мира со сборной Чехословакии обеспечил израильтянам первое и до настоящего времени последнее участие в мировом первенстве. На самом чемпионате мира он набирал в среднем по 16,8 очка за игру, окончив турнир со сборной Израиля на седьмом месте. Мики продолжал выступать за тель-авивский «Маккаби» до 1988 года, в общей сложности выиграв с этим клубом 17 титулов чемпиона Израиля и 13 Кубков Израиля. Помимо побед в 1977 и 1981 годах, Мики с «Маккаби» ещё трижды играл в финалах Кубка европейских чемпионов — в 1982, 1987 и 1988 годах.
В 1988 году Беркович расстался с тель-авивским «Маккаби» и перешёл в одноименную команду из Ришон-ле-Циона, с которой провёл пять сезонов. За это время Мики со своей новой командой сумел пробиться в финал плей-офф чемпионата Израиля и сыграл в отборочном туре Кубка европейских чемпионов. Последние два сезона в карьере Беркович провёл в двух «Хапоэлях» — иерусалимском, с которым занял третье место в чемпионате, и тель-авивском. Он завершил выступления по ходу сезона 1994/95 годов, сыграв свой прощальный матч в декабре 1995 года в составе тель-авивского «Маккаби» против сборной Европы.
За 165 матчей, проведённых за сборную Израиля, Мики Беркович набрал 2842 очка. В европейских клубных турнирах он провёл 211 матчей и набрал 3588 очков. В играх чемпионата Израиля Мики набрал в общей сложности 8465 очков — второй результат за всю историю лиги, уступающий только показателям Дорона Джамчи (9611 очков).

## Дальнейшая карьера

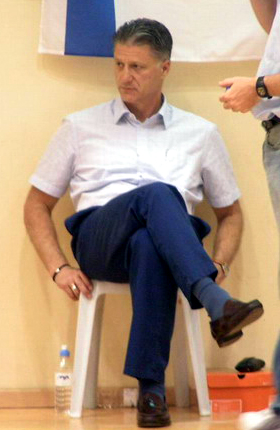
Беркович на тренировке клуба «Рамат-ха-Шарон»

По окончании игровой карьеры Мики Беркович в 1996 году занял пост профессионального менеджера команды «Маккаби» (Гиват-Шмуэль), только что вышедшей в высший дивизион чемпионата Израиля. Он сменил на этом посту своего товарища по тель-авивскому «Маккаби» Моти Ароэсти.
В дальнейшем Беркович активно занялся бизнесом. Уже в последние годы выступлений он основал сеть магазинов спортивной одежды и оборудования «Пойнт 9». Позже, в середине первого десятилетия нового века, он продал эту сеть и перешёл в торговлю недвижимостью. В течение четырёх лет Беркович был владельцем команды израильской Суперлиги из Рамат-ха-Шарона, где играли двое его сыновей — Рои и Нив. В эти годы в команде также выступали такие игроки, как Джейсон Уэллс, Эктор Ромеро и Маркус Хаттен. По окончании сезона 2005/6 годов, когда рамат-ха-шаронская команда выбыла во второй дивизион чемпионата Израиля, Беркович расстался с ней.

## Награды и звания
В 2005 году Мики Беркович по итогам голосования на портале Ynet занял 35-е место в списке «200 величайших израильтян», став вторым спортсменом в этом списке после олимпийского чемпиона Галя Фридмана. В 2008 году его имя было включено в список 50 человек, внёсших наибольший вклад в развитие Евролиги, составленный к 50-летнему юбилею этого клубного турнира, а в 2017 году — в списки Зала славы ФИБА. В составленном газетой Jerusalem Post списке 60 лучших израильских спортсменов за 60 лет существования государства Берковичу была отведена первая строчка. В 2014 году Беркович получил специальную награду министерства культуры и спорта Израиля за достижения карьеры. В 2024 году награждён Премией Израиля в области спорта.